# 趙苞
趙 苞（ちょう ほう、生没年不詳）は、中国後漢時代の政治家・軍人。字は威豪。冀州甘陵国東武城県の人。『後漢書』独行伝に伝がある。

## 略歴
従兄は中常侍の趙忠である。自分の一族の中に権勢を振るう宦官がいることを深く恥じた趙苞は、趙忠と交流しなかった。
まず州郡に仕え、孝廉に挙げられた。それに次いで広陵県令に異動した。政務を処理すること3年、趙苞による賞罰や教化は明らかであり、郡がその様子を上表すると、遼西太守となった。振る舞いは高邁で威厳があり、僻地においてもその名を揚げた。
任官した翌年、母と妻子に遣いをやり、遼西まで越させたが、途上の柳城において1万余りの鮮卑による寇鈔（劫略）を受けた。鮮卑は彼女らを人質に取って郡を攻撃し、趙苞率いる歩騎2万の軍と対峙した際には、趙苞の母を引き出してその姿を見せつけた。
趙苞は号泣して言った。「子は功無きにして、わずかな俸禄をもって日々孝養を尽くさんとしていましたが、母に災いをなそうとは思いませんでした。かつては母子（の関係を重んじる身）でしたが、王臣（の関係を重んじる身）となった今、義は私恩を顧みることができません。忠節を毀つならば万死に値するのみ、この罪を贖う術はありません」。これに対し、彼の母は「威豪（趙苞）よ、人には各々の命というものがあります。どうして互いの身を顧みて、忠義を毀つことがありましょうか！ 王陵の母もまた、漢のために剣に伏したではありませんか。お前は決意して、（忠のために）努めなさい」と励ました。ついに趙苞は進軍して敵軍を撃破したが、母と妻子は殺害された。
趙苞は母のために殯斂し、郷里に帰って弔った。霊帝は趙苞を弔慰して、鄃侯に封じた。母の葬儀が終わると、趙苞は郷人に対して言った。「禄を食んで兵難を逃れるは不忠、母を殺して義を全うするは不孝。かのようにありながら、何の面目をもって天下に立っていられよう」。そして血を吐き、まもなく死亡した。